# دومنیکو پوتزوویوو
دومنیکو پوتزوویوو (ایتالیایی: Domenico Pozzovivo؛ زادهٔ ۳۰ نوامبر ۱۹۸۲) دوچرخه‌سوار اهل ایتالیا است.
از باشگاه‌هایی که در آن رکاب زده‌است می‌توان به باردیانی–سی‌اس‌اف، آژ۲آر لا موندیال، و تیم دوچرخه‌سواری بحرین–مریدا اشاره کرد.